# Listă de mâncăruri românești

### Brânzeturi
| Nume             | Imagine | Descriere |
| ---------------- | ------- | --- |
| Brânză de burduf |         | Cunoscută și ca brânză frământată. Făcută din lapte de oaie sau, mai rar, de bivoliță și păstrată într-un stomac de oaie. |
| Caș              |         | O brânză moale din lapte de oaie sau vacă, slab sau deloc sărată.                                                         |
| Cașcaval         |         | Din lapte de vacă sau oaie, găsit și în varianta afumată.                                                                 |
| Năsal            |         | Caș maturat în peștera de la Țaga, Cluj în prezența bacteriei Brevibacterium linens.                                      |
| Telemea          |         | Brânză maturată în saramură, similară cu feta grecească.                                                                  |
| Urdă             |         | Brânză din lapte de vacă, oaie sau capră.                                                                                 |

### Produse din carne
| Nume                         | Imagine | Descriere |
| ---------------------------- | ------- | --- |
| Babic                        |         | Salam din carne de porc și vită, uneori și din oaie, originar din Buzău.                                                                               |
| Batog                        |         | Produs din pește sărat și afumat, în mod tradițional morun sau nisetru. În varianta modernă și din păstrăv, crap sau alți pești.                       |
| Cabanos                      |         | Cârnat afumat, lung și subțire, făcut de obicei din carne de porc.                                                                                     |
| Caltaboș                     |         | Cârnat din porc care conține ficat, uneori împreună cu alte organe, carne și orez.                                                                     |
| Cârnați de Pleșcoi           |         | Cârnat din carne de oaie, condimentat cu ardei iute și usturoi.                                                                                        |
| Crenvurști                   |         | Cârnăcior din carne de vită și slănină tocate fin, în intestine de oaie sau în material plastic și adesea prinse în pereche.                           |
| Ghiudem                      |         | Cârnat uscat, presat și foarte condimentat, făcut din carne de oaie, de capră sau de vacă, specific Dobrogei.                                          |
| Lebăr                        |         | Cârnat din ficat de porc. |
| Macrou afumat                |         | Consumat ca aperitiv sau inclus în salate sau alte mâncăruri.                                                                                          |
| Novac Afumat din Țara Bârsei |         | Specie de crap sărat și afumat la temperaturi de aproximativ 50°C.                                                                                     |
| Parizer                      |         | Salam din carne de porc, cunoscut și ca salam de Bologna.                                                                                              |
| Pastramă                     |         | |
| Pate                         |         | Pastă de ficat, de carne sau de pește amestecată cu condimente. Servită de obicei pe pâine.                                                            |
| Salam de Nădlac              |         | |
| Salam de Sibiu               |         | Salam din carne de porc, maturat minim 90 de zile și acoperit cu mucegaiul nobil Penicillium Nalgiovensis.                                             |
| Sângerete                    |         | Cârnat fiert din carne, măruntaie și sânge de porc amestecate cu orez. Servit în perioada Crăciunului după tăierea porcului, mai ales în Transilvania. |
| Slănină Slană Clisă          |         | Preparat din grăsimea de porc de pe burta sau de pe spatele acestuia.                                                                                  |
| Tobă                         |         | Cârnat din organe de porc în gelatină. |
| Virșli                       |         | Cârnat din carne de oaie sau capră amestecată cu carne de vită.                                                                                        |

### Gustări calde sau reci
| Nume                                      | Imagine | Descriere |
| ----------------------------------------- | ------- | --- |
| Ceapă de Câmpina                          |         | Ceapă fiartă, scobită, umplută cu un amestec de miez de nucă și pâine și trecută prin cuptor.                                                                                                  |
| Drob                                      |         | Făcut din organe de miel, în special de Paști, sau din organe de pasăre, tocate și amestecate cu verdețuri.                                                                                    |
| Fasole bătută                             |         | În varianta mai moale, servită ca aperitiv de întins pe pâine. În varianta mai densă, servită ca fel principal sau garnitură. Uneori acoperită cu un sos din ceapă călită cu roșii și paprică. |
| Jumări                                    |         | Făcute din burtă și șorici de porc. |
| Lichiu cu ceapă                           |         | Plăcintă ardelenească cu umplutură de ceapă călită. |
| Mămăligă cu brânză și smântână            |         | De obicei servită cu telemea, iar ocazional cu brânză de burduf sau cu brânză de vaci. |
| Mere cu șuncă                             |         | Mere umplute cu șuncă de porc, telemea, unt și pesmet și coapte. Servite ca aperitiv sau ca fel principal alături de o garnitură, de obicei de varză călită.                                   |
| Palaneț                                   |         | Plăcintă din aluat de făină de grâu amestecată cu făină de mălai, simplă sau umplută cu brânză, carne sau varză călită.                                                                        |
| Plăcintă armânească Plăcintă macedonească |         | Plăcintă cu umplutură de brânză amestecată cu praz, spanac, urzici sau ștevie. |
| Plăcintă cu cartofi                       |         | Servită la micul dejun cu smântână. |
| Răcitură Piftie                           |         | Bucăți de carne în gelatină animală, de obicei de porc. |
| Salată de boeuf                           |         | Salată din bucăți de carne și de plante rădăcinoase fierte, tăiate în cuburi și amestecate cu maioneză.                                                                                        |
| Salată de icre                            |         | Salată din icre de pește, adesea crap sau știucă, ulei și miez de pâine. |
| Salată de vinete                          |         | Din vinete coapte amestecate, curățate și mărunțite, amestecate cu ulei și zeamă de lămâie. |
| Scordolea de nuci                         |         | Pastă din cartofi și nuci. |
| Scordolea de pește                        |         | Mâncare de cartofi, usturoi și pește uscat. Specifică Deltei Dunării și lipovenilor. |
| Zacuscă                                   |         | Pastă de legume de întins pe pâine. |

### Ciorbe, borșuri și supe
| Nume                                        | Imagine | Descriere                                                                                             |
| ------------------------------------------- | ------- | --- |
| Borș de burechiușe                          |         | |
| Borș de găină moldovenesc                   |         | |
| Borș cu găluște de pește                    |         | |
| Borș de pește lipovenesc                    |         | |
| Ciorbă de bucățele                          |         | Specifică șvabilor din Banat.                                                                         |
| Ciorbă de „bureți” de oaie                  |         | Specifică Țării Loviștei                                                                              |
| Ciorbă de burtă                             |         | Ciorbă din stomac de vită cu ou, smântână, usturoi și acrită cu oțet. Denumită și schembea.           |
| Ciorbă de cartofi                           |         | Cu sau fără carne.                                                                                    |
| Ciorbă de dovlecei umpluți                  |         | Din zona Prahova-Dâmbovița.                                                                           |
| Ciorbă de fasole cu afumătură               |         | Ciorbă cu boabe de fasole și cubulețe de carne afumată de porc.                                       |
| Ciorbă de gâscă                             |         | Specifică zonei Aradului.                                                                             |
| Ciorbă de iepure                            |         | Specifică Banatului.                                                                                  |
| Ciorbă de legume                            |         | Ciorbă din legume diverse, de multe ori rădăcinoase.                                                  |
| Ciorbă de lobodă                            |         | Preparată cu legume rădăcinoasă și fără carne.                                                        |
| Ciorbă de miel                              |         | Acrită de obicei cu borș. Servită tradițional de Paști.                                               |
| Ciorbă de midii                             |         | Cu roșii și usturoi. Specifică Deltei Dunării.                                                        |
| Ciorbă de pește                             |         | Acrită cu oțet, zeamă de lămâie sau moare.                                                            |
| Ciorbă de praz                              |         | Și alte legume.                                                                                       |
| Ciorbă de pui                               |         | Supă de pui acrită.                                                                                   |
| Ciorbă rădăuțeană                           |         | Cu carne de pui.                                                                                      |
| Ciorbă de salată verde cu afumătură         |         | Cu lapte, zer sau apă și dreasă cu o combinație de smântână sau iaurt, verdeață și usturoi.           |
| Ciorbă de sfeclă (numită și Borș de sfeclă) |         | Cu alte rădăcinoase și puțin acrită.                                                                  |
| Ciorbă țărănească                           |         | Dintr-un amestec de legume și carne disponibile bucătarului.                                          |
| Ciorbă de urechiușe                         |         | Din bureți galbeni sălbatici.                                                                         |
| Ciorbă de varză                             |         | Fără carne, mai ales în post, sau cu afumătură.                                                       |
| Ciorbă de văcuță                            |         | Cu diverse legume și servită cu smântână.                                                             |
| Supă de castane                             |         | |
| Supă de ciuperci                            |         | |
| Supă de dovlecei                            |         | |
| Supă de fasole verde                        |         | |
| Supă de gălușcuțe de făină                  |         | Supă tare cu găluște mici făcute din făină de grâu, ou și untură. Seamănă cu pastele germane Spätzle. |
| Supă de găluște din ficat                   |         | |
| Supă de găluște din griș                    |         | Cel mai des făcută din supă de pui.                                                                   |
| Supă de linte                               |         | |
| Supă de roșii cu crutoane                   |         | |
| Supă cu tăieței                             |         | De obicei de pui.                                                                                     |
| Supă cu trahana Supă cu răzăleți            |         | Supă de roșii cu găluște mici din făină și ou.                                                        |
| Supă de zarzavat                            |         | |
| Storceag                                    |         | Preparată cu sturion și zer de lapte.                                                                 |

### Feluri principale
| Nume                                                    | Imagine | Descriere |
| ------------------------------------------------------- | ------- | --- |
| Ardei umpluți                                           |         | Umplutura constă în carne de porc amestecată cu orez și legume.                                                                              |
| Brașovence                                              |         | Clătite umplute cu ciuperci, date prin pesmet și prăjite în ulei.                                                                            |
| Cașcaval pané                                           |         | Servit adesea cu cartofi prăjiți. |
| Chiftele                                                |         | Făcute de obicei din carne de porc sau pui, cât și din legume.                                                                               |
| Chiftele de pește                                       |         | Tradiționale în Delta Dunării. |
| Chifteluțe marinate                                     |         | |
| Ciulama                                                 |         | Mâncare din carne de pui sau ciuperci, cu sos cu făină și smântână.                                                                          |
| Colțunași                                               |         | În varianta sărată, pot fi umpluți cu brânză, carne, ciuperci sau altele. Sunt serviți adesea cu smântână și ceapă prăjită.                  |
| Dovlecei pané                                           |         | Serviți adesea cu mujdei de usturoi. |
| Dovlecei umpluți                                        |         | Tradițional, umplutura constă în carne de porc amestecată cu orez și ceapă.                                                                  |
| Iahnie de fasole                                        |         | Cu ciolan de porc afumat sau cu cârnați. Mâncare tradițională în Armata Română. Mai ales începând cu secolul XXI, servită de Ziua Națională. |
| Îi place lui Ionică                                     |         | Fel de mâncare din Ardeal cu găluște, cartofi și carne de porc prăjite în untură.                                                            |
| Frigărui                                                |         | Făcute la grătar, cu legume și carne de pui, porc sau miel.                                                                                  |
| Ghiveci                                                 |         | Tocăniță din legume de sezon. |
| Gulii umplute                                           |         | Umplute cu carne tocată și legume și servite cu smântână.                                                                                    |
| Gutui cu pui                                            |         | Fel de mâncare originar din Banat făcut cu un sos dulce cu unt și rom.                                                                       |
| Limbă cu măsline                                        |         | Tocăniță cu bucăți de limbă de vită (sau, mai rar, de porc) cu sos de roșii și măsline negre.                                                |
| Malasolca                                               |         | Mâncare de cartofi, usturoi și pește uscat. Specifică Deltei Dunării și lipovenilor.                                                         |
| Mămăligă în straturi Mămăligă în pături Taci și înghite |         | Mămăligă cu unul sau mai multe straturi de brânză și produse din porc. Uneori servită cu un ou ochi deasupra.                                |
| Momițe                                                  |         | Timus sau pancreas de porc, vită sau miel, dat prin ou bătut și pesmet și prăjit în ulei. Servit cu mujdei.                                  |
| Musaca                                                  |         | Mâncare în straturi alternative de cartofi, carne și, uneori, vinete. Acoperită cu sos de roșii sau sos beșamel.                             |
| Ostropel                                                |         | Carne de pui, de obicei pulpe, într-un sos de roșii cu ceapă și usturoi.                                                                     |
| Papricaș                                                |         | Tocană de pui, porc, vită sau pește cu un sos bogat în paprică. Fel de mâncare originar din bucătăria maghiară tipic Ardealului.             |
| Pastramă de berbecuț                                    |         | Carne de berbec tânăr bogat condimentată. Servită de obicei cu mămăligă.                                                                     |
| Pârjoale moldovenești                                   |         | Chiftele din carne de porc cu o crustă exterioară de mălai sau pesmet, prăjite în baie de ulei.                                              |
| Piperchi                                                |         | Fel de mâncare din Dobrogea, tipic bucătăriei aromânilor.                                                                                    |
| Plachie                                                 |         | Mâncare de pește cu ceapă. |
| Pomana porcului                                         |         | Bucăți de carne din porcul proaspăt tăiat înainte de Crăciun fripte în untură și servită cu mămăligă.                                        |
| Rasol                                                   |         | Carne de vită sau de pui opărită cu legume și servită cu mujdei sau sos de hrean. Uneori făcut și din pește.                                 |
| Rață pe varză                                           |         | Pulpă de rață servită cu varză călită și trecută prin cuptor.                                                                                |
| Saramură de pește                                       |         | |
| Sarmale în foi de varză                                 |         | Umplute cu carne de porc și orez sau cu orez și legume.                                                                                      |
| Sarmale în foi de viță                                  |         | Umplute cu carne de porc și orez. |
| Stufat                                                  |         | Tocăniță de miel cu ceapă verde și leurdă.                                                                                                   |
| Tocană Tocăniță                                         |         | Numele generic dat mâncărurilor românești care includ legume, sos și în multe cazuri carne.                                                  |
| Tocăniță de berbecuț                                    |         | Mâncare a ciobanilor români. Făcută în mod tradițional la ceaun.                                                                             |
| Tocăniță de cartofi                                     |         | |
| Tocăniță de mazăre                                      |         | Cu mazăre și alte legume. Fără carne sau cu carne de pui, porc sau vită.                                                                     |
| Tocăniță de praz                                        |         | Mâncare din praz cu măsline, de obicei fără carne.                                                                                           |
| Tocăniță de castraveți murați                           |         | Din carne de porc, sos de roșii și castraveți murați. Specifică Olteniei.                                                                    |
| Tochitură                                               |         | Tocăniță făcută dintr-un amestec de cărnuri proaspete sau procesate.                                                                         |
| Urzici cu usturoi                                       |         | Tocăniță de urzici. |
| Varză à la Cluj                                         |         | Preparată la cuptor în straturi succesive de varză și carne de porc.                                                                         |
| Vinete umplute                                          |         | Conținutul este făcut din carne sau doar din bucăți de legume. Asemănătoare cu felul turcesc de mâncare İmam bayıldı.                        |

### Garnituri
| Nume     | Imagine | Descriere                                                                                                   |
| -------- | ------- | --- |
| Bulz     |         | Cunoscut și sub numele de urs de mămăligă. Mămăligă gătită, umplută cu brânză de burduf și trasă pe grătar. |
| Mămăligă |         | Preparat din mălai și apă.                                                                                  |

### Salate
| Nume                  | Imagine              | Descriere                                                                                        |
| --------------------- | -------------------- | ------------------------------------------------------------------------------------------------ |
| Ardei copți           | Ardei copți          | Ardei dulci roșii sau galbeni, copți, decojiți și curățați, tăiați în felii sau serviți întregi. |
| Salată de castraveți  | Salată de castraveți | Servită nu numai vara.                                                                           |
| Salată orientală      |                      | Salată de cartofi cu ou, murături, măsline și ceapă.                                             |
| Salată de roșii       | Salată de roșii      | Cu ceapă, ulei și acrită cu oțet sau zeamă de lămâie.                                            |
| Salată de sfeclă      |                      | Cu hrean.                                                                                        |
| Salată de varză albă  | Salată de varză albă | Din varză albă crudă sau opărită, cu ulei și oțet.                                               |
| Salată de varză roșie | ]                    | Salată de varză crudă roșie, cu ulei, ceapă și oțet ca adăugare la un grătar mixt.               |

### Sosuri
| Nume         | Imagine | Descriere                                                                        |
| ------------ | ------- | -------------------------------------------------------------------------------- |
| Mujdei       |         | Sos de usturoi combinat cu ulei, apă, sos de roșii, iaurt sau smântână.          |
| Sarmuzac     |         | Sos asemănător maionezei în care usturoiul înlocuiește ouăle. Specific Dobrogei. |
| Sos de hrean |         | Din hrean ras cu oțet.                                                           |

### Deserturi
| Nume                                                              | Imagine | Descriere |
| ----------------------------------------------------------------- | ------- | --- |
| Alivenci                                                          |         | Tartă cu mălai, lapte, brânză de vaci și smântână.                                                                                 |
| Amandină                                                          |         | Prăjitură cu cremă de ciocolată sau migdale.                                                                                       |
| Colac                                                             |         | Produs de patiserie în care coca este împletită.                                                                                   |
| Colivă                                                            |         | |
| Cozonac                                                           |         | Făcut cu un aluat din faină, zahăr și ouă și umplut cu stafide, cacao, rahat sau altele.                                           |
| Cozonac secuiesc (în maghiară kürtőskalács; germană Baumstriezel) |         | |
| Cremșnit Cremeș                                                   |         | Prăjitură cu foi și cremă de vanilie.                                                                                              |
| Cușma lui Guguță                                                  |         | Specifică Moldovei și Republicii Moldova.                                                                                          |
| Gogoși                                                            |         | Cu zahăr pudră sau umplute cu dulcețuri, gemuri sau creme.                                                                         |
| Gogoși de salcâm                                                  |         | Flori de salcâm date prin aluat de clătite și prăjite în baie de ulei.                                                             |
| Lapte de pasăre                                                   |         | Desert originar din Franța, devenit popular în România la începutul secolului XX.                                                  |
| Mucenici Mucenici muntenești                                      |         | Bucăți de cocă tăiate în forma cifrei opt și fierte într-o zeamă bogată în nucă și scorțișoară.                                    |
| Papanași                                                          |         | Gogoși cu brânză dulce de vaci, servite cu smântână și gem sau dulceață.                                                           |
| Pască                                                             |         | Prăjitură cu brânză și stafide servită de Paște.                                                                                   |
| Pelincile Domnului Scutecele Domnului Turte cu julfă              |         | Prăjitură de Crăciun. Alcătuită din straturi alternative de aluat subțire și conținut de semințe de cânepă pisate sau nucă pisată. |
| Plăcintă cu brânză                                                |         | Cu brânză dulce și stafide. |
| Plăcintă cu mere                                                  |         | Amestec de mere rase cu scorțișoară între două straturi de aluat sau rulat între foi.                                              |
| Sfințișori Bradoși Mucenici moldovenești                          |         | Colaci în forma cifrei opt cu miere și nucă.                                                                                       |
| Savarină                                                          |         | Prăjitură înmuiată în sirop de zahăr și acoperită cu frișcă.                                                                       |
| Tort Joffre                                                       |         | Bogat în ciocolată. Creată de frații Capșa în 1920 în onoarea mareșalului Joseph Joffre cu ocazia vizitei acestuia la București.   |
| Vargabeleș                                                        |         | Budincă de paste cu brânză originară din Cluj.                                                                                     |

### Street food
| Nume                | Imagine | Descriere |
| ------------------- | ------- | --- |
| Covrigi             |         | Acoperiți cu sare, susan sau mac.                                                                                       |
| Mititei Mici        |         | Din carne de porc, vită sau un amestec.                                                                                 |
| Plăcintă dobrogeană |         | Plăcintă rotundă și subțire cu umplutură de brânză fiartă în lapte.                                                     |
| Șaorma              |         | Lipie umplută cu legume, carne, cartofi prăjiți și sos de roșii și maioneză. Devenită populară după Revoluția din 1989. |
| Scovergi            |         | Asemănătoare cu langoșul maghiar.                                                                                       |

### Conserve
| Nume             | Imagine | Descriere                         |
| ---------------- | ------- | --------------------------------- |
| Carne la garniță |         | Carne de porc păstrată în untură. |
| Magiun de prune  |         | Gem de prune fără zahăr adăugat.  |